# Rhosus pulverosa
Rhosus pulverosa är en fjärilsart som beskrevs av Rothschild 1896. Rhosus pulverosa ingår i släktet Rhosus och familjen nattflyn. Inga underarter finns listade.